# 天鸽座SX
天鸽座SX，又名CD-36 2962，HD 46431、SAO 196906、HR 2393，是天鸽座的一颗恒星，视星等为6.34，位于銀經245.23，銀緯-19.61，其B1900.0坐标为赤經6h 28m 7.1s，赤緯-36° -19.61′ 11″。